# 钟山石窟
37°10′23″N 109°31′43″E / 37.17306°N 109.52861°E
钟山石窟位于中国陕西省子长县安定镇，1988年被列为第三批全国重点文物保护单位。
钟山石窟始凿于北宋治平四年（1067年），后世多有凿修。现存五窟，坐北朝南，面积约500平方米。4号窟为主窟，面阔16.7米，高5.5米，进深9.5米，内有16尊圆雕佛像，高2～3米，窟四壁及坛柱四面有浮雕小佛像万余尊。另外四窟规模较小，风化严重。